# Gabriel Damon
Gabriel Damon est un acteur et producteur américain né le 23 avril 1976 à Reno, Nevada (États-Unis)

## Biographie
Il est notamment apparu dans RoboCop 2. Alors âgé de quatorze ans, il y interpréta le rôle de Simon Hob, jeune délinquant puis complice de Cain.

## Filmographie

### comme Acteur
- 1984 : Call to Glory (TV) : RH Sarnac
- 1984 : Call to Glory (série télévisée) : R.H. Sarnac
- 1984 : Ainsi soit-il (Shattered Vows) (TV) : Daryl
- 1986 : Stranger in My Bed (TV) : Stuart Slater
- 1986 : One Big Family (série télévisée) : Roger Hatton
- 1986 : Trois témoins pour un coupable (Convicted) (TV) : Joel Forbes
- 1987 : Terminus : Mati
- 1988 : Journey to Spirit Island : Willie
- 1988 : Little Nemo: Adventures in Slumberland : Little Nemo (voix)
- 1988 : Le Petit dinosaure et la vallée des merveilles (The Land Before Time) : Petit-Pied (voix)
- 1988 : Tequila Sunrise : Cody McKussic
- 1989 : Just Like Family (série télévisée) : Coop Stewart
- 1989 : Star Trek : La Nouvelle Génération (série télévisée) : Jeremy Aster (Saison 03 Épisode 05 : Filiation)
- 1990 : Super Baloo (TaleSpin) (série télévisée) : Additional Voices (voix)
- 1990 : RoboCop 2 d'Irvin Kershner : Hob
- 1991 : Iron Maze : Mikey
- 1992 : Newsies : Spot Conlon
- 1997 : Bayou Ghost : Peter
- 2001 : Social Misfits : Jason
- 2005 : Planet Ibsen : Young Strindberg

### comme Producteur
- 2005 : Planet Ibsen